# Conterico
Conterico (Conterigh in dialetto milanese, AFI: [ˌkũːteˈriɡ], localmente Conteregh, AFI: [ˌkũːteˈreɡ]) è una località del comune italiano di Paullo.

## Storia
Conterico è un piccolo borgo del comune di Paullo e ha origini celtiche.
Nel 1986, il Geometra Gianmaria Saccomani studente di architettura, progetta la ricostruzione dell'antichissima trattoria da sempre meta di pescatori e buongustai.

## Geografia fisica
Il territorio della località è diviso fra Conterico sotto e Conterico sopra, in quanto spaccato a metà dal Canale Muzza. È interamente circondata da campi agricoli.